# Casuarina orophila
Casuarina orophila är en tvåhjärtbladig växtart som beskrevs av Lawrence Alexander Sidney Johnson. Casuarina orophila ingår i släktet Casuarina och familjen Casuarinaceae. Inga underarter finns listade i Catalogue of Life.